# Meneer Ibrahim en de bloemen van de koran
Meneer Ibrahim en de bloemen van de Koran (Frans: Monsieur Ibrahim et les fleurs du Coran) is de verfilming uit 2003 van het gelijknamige boek van de Franse schrijver Éric-Emmanuel Schmitt.

## Verhaal
Momo is een jongen die samen met zijn vader in de Parijse wijk Montmartre woont. Het verhaal speelt in de jaren 60. Momo moet zelf de boodschappen doen voor hem en zijn vader. Dit doet hij in de winkel van "de Arabier", een Turkse man die door de buurtbewoners zo genoemd wordt, maar eigenlijk Ibrahim heet. Momo wil graag volwassen worden en daarom gaat hij met een prostituee naar bed, waar hij al zijn spaargeld aan uitgeeft. Tussen Momo en Ibrahim groeit langzaam een vriendschap. Als op een dag de vader van Momo wegvlucht, omdat hij werkloos is (waarna hij zelfmoord pleegt), staat Momo er helemaal alleen voor. Samen met Ibrahim gaat Momo naar Turkije, het land van Ibrahim, maar voor Ibrahim is deze reis het einde.

## Rolverdeling
| Acteur           | Personage               |
| ---------------- | ----------------------- |
| Omar Sharif      | Monsieur Ibrahim Deneji |
| Pierre Boulanger | Moses 'Momo' Schmitt    |
| Gilbert Melki    | vader van Momo          |
| Isabelle Renauld | moeder van Momo         |
| Lola Naymark     | Myriam                  |
| Anne Suarez      | Sylvie                  |
| Mata Gabin       | Fatou                   |
| Céline Samie     | Eva                     |
| Isabelle Adjani  | de ster                 |